# Spur of the Moment
"Spur the Moment" is een aflevering van de Amerikaanse televisieserie The Twilight Zone. Het scenario werd geschreven door Richard Matheson.

## Plot

### Opening
Rod Serling introduceert de kijkers aan Anne Marie Henderson, een 18-jarige vrouw wier leven op zijn kop gezet wordt door een mysterieuze vrouw gekleed in het zwart die Anne Marie overal achtervolgt op een paard. Spoedig zal Anne Marie antwoord krijgen op de vraag wie deze vrouw is en wat ze van haar wil. Dit antwoord is afkomstig uit de Twilight Zone.

### Verhaal
Anne Marie wordt door haar vader uitgehuwelijkt aan een jonge makelaar. De rebelse David Mitchell probeert Anne over te halen met hem weg te vluchten.
Op een dag, terwijl ze aan het paardrijden is, ziet Anne Marie een angstaanjagende vrouw gekleed in het zwart die op een paard recht op haar af komt en haar toeschreeuwt te stoppen. Anne Marie weet aan de vrouw te ontkomen. Een tijdje later, net voor Anne Maries huwelijk met de makelaar plaats zal vinden, overtuigt Mitchell haar eindelijk er met hem vandoor te gaan.
25 jaar later blijkt dat Anne Marie een grote vergissing heeft gemaakt door zich over te laten halen door Mitchell. De ranch die Anne Marie en Mitchell samen runden staat op het randje van faillissement. Ook blijkt Anne Marie door het slechte leven dat zij en Mitchell hebben aan de drank te zijn verslaafd. Na een ruzie met haar echtgenoot gaat ze een stukje paardrijden om alles te vergeten. Tijdens het rijden ziet ze opeens haar jongere zelf in de verte, en beseft dat ze zelf de angstaanjagende vrouw is die ze 25 jaar geleden zag. Ze beseft nu ook dat die vrouw (haar oudere zelf) haar probeerde te waarschuwen voor haar noodlottige toekomst.
Anne probeert haar jongere zelf in te halen om haar te waarschuwen, maar slaagt hier niet in. Derhalve kan ze het verleden niet veranderen.

### Slot
Rod Serling sluit de aflevering af door de kijker voor te stellen aan de nu 34 jaar oude Anne Marie. Een vrouw wier leven in een diep dal is beland, en wier enige kans dit alles te veranderen zojuist is verkeken.

## Rolverdeling
- Diana Hyland : Anne Henderson
- Robert J. Hogan : Robert Blake
- Philip Ober : Mr. Henderson
- Marsha Hunt: Mrs. Henderson
- Roger Davis : David Mitchell

## Trivia
- Deze aflevering staat op volume 27 van de dvd-reeks.